# A számok története
A számok története 1962-ben bemutatott magyar rajzfilm, amelynek rendezője és írója Macskássy Gyula és Várnai György. Az animációs játékfilm zenéjét Nepp József szerezte. A mozifilm a Pannónia Filmstúdió gyártásában készült. Műfaja ismeretterjesztő.

## Rövid tartalom
A számok története az egyszerű összeadástól a bonyolult matematikai tételek kifejlődéséig.

## Alkotók
- Írta, tervezte és rendezte: Macskássy Gyula, Várnai György
- Zenéjét szerezte: Nepp József
- Operatőr: Neményi Mária
- Hang és effekt: Bélai István
- Vágó: Czipauer János
- Szakértő: Krencsey Andor
- Kísérőszöveg: Feleky László
- Háttér: Lengyel Zsolt
- Rajzolták: Jankovics Marcell, Kertész Géza, Máday Gréte, Mata János, Pomázi Lajos, Spitzer Kati, Szombati Szabó-Csaba és még sokan mások
- Asszisztensek: Csonkaréti Károly, László Andor, Paál Klári, Velbir Zsuzsa
- Színes technika: Dobrányi Géza, Kun Irén
- Gyártásvezető: Bártfai Miklós

Készítette a Pannónia Filmstúdió